# ایگور ترندنکوف
ایگور ترندنکوف (روسی: Игорь Леоңидович Транденков؛ زادهٔ august ۱۷, ۱۹۶۶ (۵۸ سال)) ورزشکار دو و میدانی اهل روسیه است.